# Clayton Edward Ray
Clayton Edward Ray (* 6. Februar 1933 in New Castle, Indiana) ist ein US-amerikanischer Paläontologe und Archäozoologe.

## Leben
Ray ist der Sohn von Lloyd  und  Ruth  Ray. Im September 1953 heiratete er Donna Ruth Johnson. Aus dieser Ehe gingen vier Töchter hervor. Nach dem Bachelor of Arts (1955) und dem Master of Arts (1958) wurde er 1962 mit der Dissertation The oryzomyine rodents of the Antillean subregion: A thesis zum Ph.D. an der Harvard University promoviert. Von 1959 bis 1963 war er Assistenzkurator am Florida Museum of Natural History und Assistenzprofessor für Biologie an der University of Florida. Von 1963 bis 1994 war er zunächst Assistenzkurator und dann Kurator für spätkänozoische Säugetiere am National Museum of Natural History der Smithsonian Institution. Seit 1994 ist er emeritierter Kurator. Von 1989 bis 1997 war er im Stiftungsrat des Virginia Museum Natural History in Martinsville. Ray widmete sich der pleistozänen Säugetierfauna in Nordamerika, darunter den Glyptodonten, Moschusochsen, Robben (insbesondere Walrosse), Bisons und Nagetieren.
Rays früheste Veröffentlichungen befassten sich mit modernen Säugetieren, einschließlich Überresten von Säugetieren, die aus archäologischen Stätten geborgen wurden, mit Säugetieren des Pleistozäns und mit einer osteologischen Besonderheit der rezenten Gopherschildkröten. 1960 gründete er zusammen mit zwei Archäologen an der University of Florida das erste formell konstituierte Museumsprogramm für Archäozoologie. Sein Interesse an diesem Fachgebiet setzte sich während seiner gesamten Laufbahn fort, auch als sich seine Forschung mehr und mehr auf quaternäre Säugetiere und schließlich auf fossile Meeressäuger konzentrierte. Letztere standen jedoch fast von Anfang an im Mittelpunkt seines Interesses.
Als Remington Kellogg, der Kurator für fossile Meeressäuger an der Smithsonian, starb, verlagerte sich Rays Priorität Ende der 1970er Jahre auf die Meeressäuger. Die Sammlungen und Forschungsdaten zu quartären Säugetieren, die Ray zusammengetragen hatte, wurden größtenteils anderen Mitarbeitern der Smithsonian überlassen. So wurden z. B. die Arbeit über die Fledermäuse an Gary S. Morgan, über die Huftiere an Jerry McDonald, über die karibischen Reisratten an Michael D. Carleton und über die Faunenstudien an Ralph Eshelman übertragen.
Ray ist Mitglied der American Society of Mammalogists und der Society of Vertebrate Paleontology.

## Dedikationsnamen
2015 wurde die ausgestorbene Reisrattenart Antillomys rayi von den Antillen nach Clayton Edward Ray benannt.